# Brookesia peyrierasi
Brookesia peyrierasi is een hagedis uit de familie kameleons (Chamaeleonidae). Het is een van de kortstaartkameleons uit het geslacht Brookesia.

## Naam en indeling
De wetenschappelijke naam van de soort werd voor het eerst voorgesteld door Édouard Raoul Brygoo en Charles Domergue in 1974. De wetenschappelijke soortnaam is vernoemd naar de Franse entomoloog André Peyriéras, oprichter van het Peyrieras Reptile Reserve.

## Verspreiding en habitat

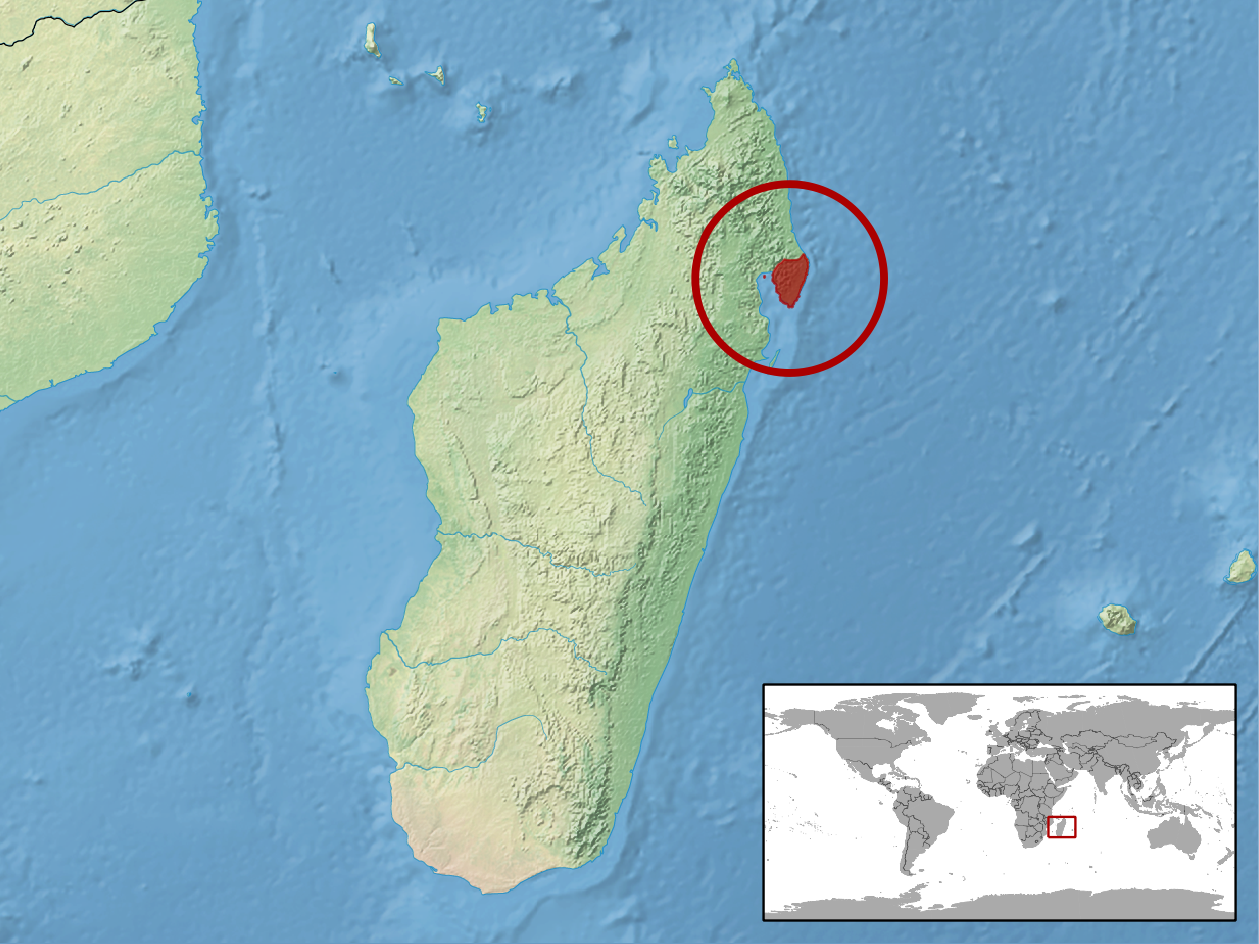
Verspreidingsgebied in Madagaskar in het rood.

De kameleon komt endemisch voor in een klein gebied in noordelijk Madagaskar inclusief het eiland Nosy Mangabe.
De habitat bestaat uit de strooisellaag van vochtige en laaggelegen tropische en subtropische bossen.

## Beschermingsstatus
Door de internationale natuurbeschermingsorganisatie IUCN is de beschermingsstatus 'bedreigd' toegewezen (Endangered of EN).